# Wild Strawberries
Wild Strawberries (ang. "poziomki") – kanadyjska formacja muzyki pop, w której skład wchodzi małżeństwo Roberta Carter Harrison i Ken Harrison.